# Antoni Kępiński
 (janvier 2011).
Antoni Kępiński, né le 16 novembre 1918 à Dolyna en Ukraine actuelle et mort le 8 juin 1972 à Cracovie en Pologne, est un psychiatre polonais.

## Biographie
Antoni Kępiński est né le 16 novembre 1918 à Dolyna en Ukraine actuelle.
En 1936, il commence des études de médecine à l'université Jagellonne de Cracovie.
Il soumit à la critique les conceptions mystiques de Carl Gustav Jung, ayant préféré s'émanciper par une critique radicale (en particulier de ce qu'il considéra comme des aspects spiritualistes dans la psychologie jungienne mieux nommée psychologie analytique) pour finalement cocréer la sienne.
Dans son livre La psychopathologie des névroses, il a introduit la notion de « métabolisme (échange) d'information » pour décrire les régularités des relations stables entre les individus.
Ses travaux, inspirés des approches de Jung, ont permis à Aushra Augustinavichute de créer la théorie de la socionique, créée dans la sphère soviétique et équivalente au Myers Briggs Type Indicator développé dans la sphère  occidentale.
Ancien détenu des camps de concentration nazis, il a participé à un programme de réadaptation des survivants du camp d'Auschwitz. Sa carrière médicale a été exceptionnelle, il est devenu l'un des meilleurs chercheurs polonais dans le domaine de la psychiatrie. Ses théories sur le métabolisme de l'information et de psychiatrie axiologique font référence dans le domaine[non neutre] et son œuvre finale comporte plus de 140 publications, dont plusieurs livres.